# Ancylorhynchus tricolor
Ancylorhynchus tricolor är en tvåvingeart som först beskrevs av Friedrich Hermann Loew 1863.  Ancylorhynchus tricolor ingår i släktet Ancylorhynchus och familjen rovflugor. Inga underarter finns listade i Catalogue of Life.